# Pablo Pardo González
Pablo Pardo González fue un pintor español del siglo XIX.

## Biografía
Natural de la localidad guadalajareña de Budia, fue discípulo de Vicente López y de la Academia de Nobles Artes de San Fernando. Presentó diferentes retratos en las Exposiciones Nacionales de 1858, 1862 y 1864, obteniendo varias menciones honoríficas por los mismos. En la de 1876 presentó el Viático de Santa Teresa de Jesús, cuyo lienzo fue adquirido por el Gobierno. Fueron también de su mano un Retrato del Sr. Conde de Oñate y otro de la reina María Cristina para el Ministerio de la Guerra. Fue ayudante profesor de las enseñanzas de dibujo del Conservatorio de Artes. Falleció en febrero de 1890 en Madrid.